# Museo diocesano Francesco Gonzaga
 (mai 2018).

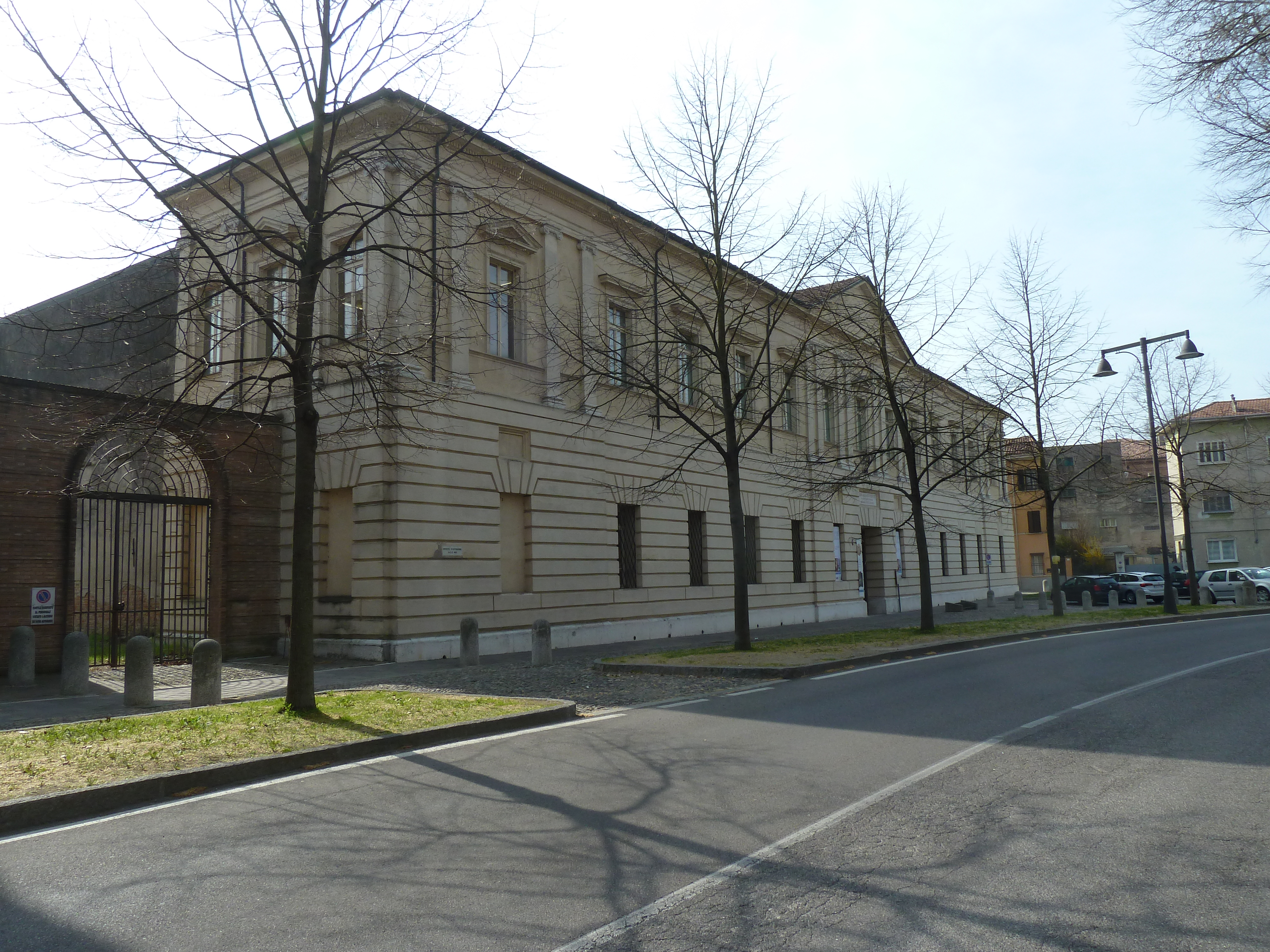
Musée Francesco Gonzaga
Mantoue

Le Museo Francesco Gonzaga est le musée du diocèse de Mantoue, situé dans l’ancien monastère de Sainte Agnès (XIIIe siècle).
Les œuvres exposées proviennent en particulier de la Cathédrale, de la Basilique Saint-André et de la  Basilica palatina di Santa Barbara.

## Principales œuvres des collections
- Pinacothèque : œuvres  de Andrea Mantegna , Le Corrège, Domenico Fetti, Benedetto Pagni, Francesco Cairo
- Trésor :  Bijoux de la Maison de Gonzague
- Numismatique:  pièces de monnaie hellénistiques et romaines
- Armures de la bataille de Fornoue (1495)
- Tapisseries: achetés par l’évêque Francesco Gonzaga nonce apostolique à Paris en 1594; tapisseries de Bruges
- Céramiques de la Renaissance italienne
- Collection d'art contemporain